# Voyage 34: The Complete Trip
Voyage 34: The Complete Trip - album zespołu Porcupine Tree będący kompilacją utworów wydanych wcześniej na dwóch singlach - Voyage 34 (Phase I. i II.) i Voyage 34: Remixes (Phase III. i IV.)
Pomimo wcześniejszych wydań utworów płytę można traktować jako album koncepcyjny, w którym głos narratora opisuje doświadczenia niejakiego Briana po zażyciu LSD. Gatunkowo album stanowi fuzję pomiędzy rockiem progresywnym, rockiem psychodelicznym i muzyką trance.
W utworach Voyage 34 (Phase I) i Voyage 34 (Phase II) wykorzystano sample z utworu A Plague of Lighthouse Keepers zespołu Van der Graaf Generator pochodzącego z płyty Pawn Hearts
W 2004 nakładem Snapper Music ukazała się zremasterowana wersja płyty w digipaku
Autorem okładek do wszystkich wydań albumu jest Lasse Hoile

## Lista utworów
1. "Voyage 34 (Phase I)" – 12:55
2. "Voyage 34 (Phase II)" – 17:31
3. "Voyage 34 (Phase III)" – 19:29
4. "Voyage 34 (Phase IV)" – 20:45